# پنج‌تیر پران
شات‌گان یا تفنگ ساچمه‌زنی یا پنج‌تیرپران که فشنگ‌های آن پشت سر هم و در خشاب لوله‌ای شکلی در زیر لوله واقع شده
با فشار مستقیم گاز باروت (واکنش نیروی شلیک تیر به سمت عقب) گلنگدن را حرکت داده و پوکه‌کش متصل به گلنگدن پوکه را به بیرون پرتاب می‌کند وگلنگدن در برگشت تیر دیگری را از خشاب به جان لوله منتقل می نماید.
شات‌گان به گونه‌ای طراحی شده‌است که هنگام شلیک مقداری ساچمه را شلیک می‌کند.
واژه پران هیچ چیز را غیر از پرتاب پوکه به بیرون بدون دخالت دست تیرانداز را گواهی نمی‌دهد.

## انواع شات‌گان در ایران
اصولا شاتگان ویا معادل فارسی آن تفنگ ساچمه زنی به سلاحی گفته می‌شود که فاقد خان بوده و فشنگ پرشده از باروت با ساچمه را داشته باشد. این  سلاح‌ها دارای برد و دقت بسیار کمتری از تفنگ گلوله زنی هستند. اما به سبب شلیک تعداد بسیار بالای ساچمه در مسافت کوتاه و وجود انواع متعدد فشنگ توان اصابت بسیار بالایی را دارند و به همین دلیل در شکار با نام تفنگ هوازنی نیز شناخته می‌شوند. علاوه بر آن این ساچمه‌ها در مسافت کوتاه جراحت بسیار شدیدتری نسبت به گلوله زنی را بر بدن قربانی وارد آورده و مانع پیشروی وی می‌شوند و به همین دلیل در جنگ‌های شهری علیه دشمنان نزدیک مورد استفاده قرار می‌گیرند.
این سلاح‌ها امروزه در انواع تک لول، دولول بغل، دولول سوار، نیمه اتوماتیک (پران) و دستکش ساخته می‌شوند. مدل‌های بسیار محدودی از نوع اتوماتیک این نوع سلاح برای خدمت در برخی ارتشهای جهان ساخته شده.
در ایران در اصطلاح شکارچیان دو نوع پنج تیر وجود دارد: پران و دستکش. پران که همان نوع اتوماتیک باشد و دستکش به اصطلاح به نوع و مکانیسم Pump Action گفته می‌شود که گلنگدن (که در زیر لوله واقع شده) با دست تیرانداز حرکت داده می‌شود. البته هردو نمونه پوکه را پرت می‌کنند و اصطلاح پران (پرت‌کننده) در مورد دولول‌هایی که دارای این سیستم می‌باشند هم ذکر می‌گردد.
بهترین سازندگان در دنیا Benelli, Browning, Remington, Winchester, Beretta, Franchi هستند.
معروف‌ترین پران‌ها در ایران، نوع بلژیکی می‌باشد. تفنگ 5 تیر پران بلژیک ساخت کمپانی F.N بوده و از روی مدل مشهور Browning Auto-5 الگو برداری شده است. ترکیه نیز تفنگ‌های زیادی به بازار ایران عرضه کرده و روز به روز بر کیفیت آن ها افزوده می شود.کارخانه هایی چون آکار،کرال،ییلدیز،سارسیلماز، آرمسان،آتا و هوگلو امروزه چند تیرهای نیمه اتوماتیک بسیار مرغوب تولید و وارد بازار جهانی میکنند. پنج تیر پران نامیست که در زمان شاه هنگامی که اولین پران ها وارد بازار ایران شد و همگی برحسب تولید آن زمان دارای خشاب پنج تایی بودند روی آنها نهاده شده. امروزه پران ها در خشابهای متعددی چون 4,5 ,7 و به ندرت 9 تایی ساخته می شوند.

## منبع
سایت howstuffworks.com